# سن الفیل
سن الفیل (به عربی: سن الفیل) یک منطقهٔ مسکونی در لبنان است که در استان جبل لبنان واقع شده‌است.